# ۹۸۰ (قمری)
۹۸۰ (قمری)، نهصد و هشتادمین سال در گاهشماری هجری قمری است. اول محرم این سال برابر با بیست و چهارم مه سال ۱۵۷۲ میلادی است.